# 久保茂昭
久保 茂昭（くぼ しげあき、1973年1月31日 - ）は、日本の映像ディレクター、映画監督。東京都出身。日本大学芸術学部映画学科監督コース卒業。

## 略歴
1973年生まれ。学生時代からPVやCMの制作現場に出入りし、そこで出会った高橋栄樹に師事する。
1997年に映像制作会社クランプス入社。2002年からフリーランス。
EXILE、安室奈美恵、DREAMS COME TURE、三代目 J SOUL BROTHERS from EXILE TRIBE、GENERATIONS from EXILE TRIBE 、THE RAMPAGE from EXILE TRIBE、YUI、加藤ミリヤ、倖田來未など。500作品以上ミュージック・ビデオを監督。VMAJ年間最優秀ビデオ賞5年連続受賞。
邦画では類を見ない圧倒的なアクション映像と、数多のメディアやエンタテインメントを巻き込み展開する、世界初のプロジェクト『HiGH&LOW』シリーズの監督。
また、高橋ヒロシによる累計発行部数7500万部を突破する、不良漫画の金字塔『クローズ』『WORST』がコラボした映画『HiGH&LOW THE WORST』を手がける。
2020年には、2020年版「このミステリーがすごい！」「本格ミステリ・ベスト10」「2019ベストブック」の３冠を受賞し、さらに本屋大賞にノミネートされた相沢沙呼の感動No1小説「小説の神様」を映画化。
2021年秋に公開予定の、詩と音楽、映像を一つに融合するショートフィルムのプロジェクト「CINEMA FIGHTERS project」の第4弾『昨日より赤く明日より青く』に参加、6作品のうちの1作品「水のない海」の監督を務める。

そして2024年1月ベストセラー漫画実写映画化した「ゴールデンカムイ」が公開。興行30億。

## 作品

### 映画
- ROAD TO HiGH&LOW  (2016年5月）
- HiGH&LOW THE MOVE (2016年7月16日）
- HiGH&LOW THE MOVIE 2 ／ END OF SKY
- HiGH&LOW THE MOVIE 3 ／ FINAL MISSION
- HiGH&LOW THE WORST
- 小説の神様 君としか描けない物語（2020年）[2]
- 昨日より赤く明日より青く「水のない海」（2021年）
- ゴールデンカムイ（2024年）[3]

### ミュージック・ビデオ
- 青柳翔『泣いたロザリオ』『Snow!』
- ACIDMAN『sonet』
- AFTERSCHOOL『Bang!』『Let's Do It』
- 安室奈美恵『FAST CAR』『The Meaning Of Us』『LOVE GAME』『Break It』『Get Myself Back』『Go Round』『In The Spotlight(TOKYO)』『Damage』
- 安室奈美恵×山下智久『UNUSUAL』
- 安室奈美恵×AFTERSCHOOL『make it happen』
- ARIA『Beautiful Life』『Slow Jam feat. 童子-T』
- YeLLOW Generation『扉の向こうへ』
- 伊沢麻未『Fly Away』
- 板野友美『1%』『little』
- 市川由衣『キラ・キラ』
- 伊藤由奈『Precious』『stuck on you』『losin'』『Truth』『I'm Here』『Urban Mermaid』『今でも 会いたいよ…』『Let it Go』
- 伊藤由奈×セリーヌ・ディオン『あなたがいる限り 〜A WORLD TO BELIEVE IN〜』
- E-girls『Celebration!』『One Two Three』『Follow Me』『JUST IN LOVE』『THE NEVER ENDING STORY 〜君に秘密を教えよう〜』『CANDY SMILE』『ごめんなさいのKissing You』『クルクル』『Diamond Only』『RYDEEN 〜Dance All Night〜』『E.G. Anthem -WE ARE VENUS-』『おどるポンポコリン』『Highschool ♡ love』『Mr.Snowman』『Move It! -Dream & E-girls TIME-』『E.G. summer RIDER』『Pink Champagne』『STRAWBERRY サディスティック』 『シンデレラフィット』『Y.M.C.A.』
- Wish*『ISM』
- w-inds.『Long Road』
- UVERworld『endscape』『シャカビーチ～Laka Laka La～』
- AKB48『会いたかった』『最後のドア』
- ACE OF SPADES『WILD TRIBE』
- ACE OF SPADES×PKCZ® feat. 登坂広臣『TIME FLIES』
- ACE OF SPADES feat. 登坂広臣 『SIN』
- EXILE『 ただ…逢いたくて(第2章 Ver.)』『優しい光』『ふたつの唇』『VICTORY』『24karats STAY GOLD』『もっと強く』『I Wish For You』『Each Other's Way 〜旅の途中〜』『24karats STAY GOLD(KIDS & GIRLS Version)』『Rising Sun』『あなたへ』『This Is My Life』『ALL NIGHT LONG』『あの空の星のように…』『Flower Song』『No Limit』『EXILE PRIDE 〜こんな世界を愛するため〜 (Video Clip)』『PERFORMER'S PRIDE』『NEW HORIZON』『DANCE INTO FANTASY』『Joy-ride 〜歓喜のドライブ〜』『Heads or Tails』『愛のために 〜for love, for a child〜』
- EXILE ATSUSHI 『Just The Way You Are』
- EXILE TRIBE『24karats TRIBE OF GOLD』『BURNING UP』『THE REVOLUTION』『24WORLD』『HIGHER GROUND feat. Dimitri Vegas & Like Mike』[4]
- SKE48『それを青春と呼ぶ日』『鳥は青い空の涯を知らない』『強がり時計』『心にFlower』
- NMB48『努力の雫』
- Every Little Thing『きみの て』
- GIRL NEXT DOOR『FRIENDSHIP』
- 片瀬那奈『ミ･アモーレ (Meu amor e…)』
- 加藤ミリヤ『LALALA feat. 若旦那（湘南乃風）』『19 Memories』『恋シテル』『Aitai』『WHY』『Last Love』
- 関ジャニ∞『ワッハッハー』
- カントリー娘に紺野と藤本(モーニング娘。)『浮気なハニーパイ』『先輩〜LOVE AGAIN〜』『シャイニング 愛しき貴方』
- クイヌパナ『ebony star』『FUNKACHA!』
- Crystal Kay『君がいたから』
- CRAZY-A＆KICK THE CAN CREW『Down By Low』
- 黒木メイサ『Bad Girl』『Criminal』『SHOCK-運命-』『Are Ya Ready?』『LOL!』『One More Drama』『Woman's Worth』『Breeze Out!』
- 倖田來未『trust you』『Hot Stuff feat. KM-MARKIT』『Butterfly』『you』『Lies』『feel』『Candy (倖田來未の曲) feat.Mr. Blistah』『WIND』『Someday』『I'll be there』『JUICY』『With your smile』『Run For Your Life』『anytime』『Moon Crying』『show girl』『Lick me ♥』
- EXILE THE SECOND『THINK 'BOUT IT!』『SURVIVORS feat. DJ MAKIDAI from EXILE』
- THE RAMPAGE from EXILE TRIBE『Lightning』 『HARD HIT』『LA FIESTA』『SWAG & PRIDE』『INVISIBLE LOVE』『Summer Riot 〜熱帯夜〜』『Everest』『蜘蛛の糸』
- 島谷ひとみ『やさしいキスの見つけ方』『シャンティ』『赤い砂漠の伝説』『Perseus-ペルセウス-』『Viola』『Jewel of Kiss』『ANGELUS -アンジェラス-』『追憶+LOVE LETTER』『Garnet Moon』『I will』『Falco-ファルコ-』『真昼の月』『春待人』『Camellia-カメリア-』『Destiny-太陽の花-』『恋水-tears of love-』『Dragonfly』『Ramblin'』
- GENERATIONS from EXILE TRIBE『BRAVE IT OUT』『ANIMAL』『Love You More』『HOT SHOT』『NEVER LET YOU GO』『Always with you』『Sing it Loud』『Evergreen』『PIERROT』『RUN THIS TOWN』『ALRGHT!ALRGHT!』『Y.M.C.A』『DREAMERS』『EXPerience Greatness』
- 三代目J SOUL BROTHERS『Best Friend's Girl』『On Your Mark〜ヒカリのキセキ〜』『LOVE SONG』『Japanese Soul Brothers』『FIGHTERS』『Go my way』『SO RIGHT』『S.A.K.U.R.A.』『R.Y.U.S.E.I.』[5]。『C.O.S.M.O.S. 〜秋桜〜』『O.R.I.O.N.』『Eeny, meeny, miny, moe!』『STORM RIDERS feat.SLASH』『Summer Madness』『Welcome to TOKYO』『MUGEN ROAD』『J.S.B. HAPPINESS』『Yes we are』『White Wings』『冬空』
- FANTASTICS from EXILE TRIBE『Hey, darlin'』『TOP OF THE GAME』
- FANTASTICS from EXILE TRIBE vs BALLISTIK BOYZ from EXILE TRIBE『SHOCK THE WORLD』
- THE RAMPAGE from EXILE TRIBE vs FANTASTICS from EXILE TRIBE『MIX IT UP』
- HIROOMI TOSAKA『END of LINE』
- HIROOMI TOSAKA feat. CRAZYBOY 『LUXE feat. Afrojack』
- SHAKALABBITS『88 ROYAL SKA』
- ShuuKaRen『UNIVERSE』
- ステレオポニー『I do it』『スマイライフ』『はんぶんこ』
- SPEED『S.P.D』
- three NATION『DON’T STOP』『OLIVIA once again』『who is it ?』
- Saint Vox『Don’t Leave Me This Way』
- ゼブラクイーン『NAMIDA〜ココロアバイテ〜』『ゼブラクイーンのテーマ』
- SORTITA『Chocolate』
- DOUBLE『ROCK THE PARTY』『SPRING LOVE』『SUMMERTIME feat.VERBAL』『Let it go』『ストレンジャー』『tattoo』
- DOUBLE×安室奈美恵『BLACK DAIMOND』
- DANCE EARTH PARTY 『イノチノリズム』『PEACE SUNSHINE』
- 天上智喜『少しでいいから』『Piranha』
- DOBERMAN INFINITY『Do or Die 』『JUMP AROUND ∞』
- 時東ぁみ『せんちめんたる じぇねれ〜しょん』
- tomboy『Superstar』
- DREAMS COME TURE『やさしいキスをして』『今日だけは』『ア・イ・シ・テ・ルのサイン 〜わたしたちの未来予想図〜』『MERRY-LIFE-GOES-ROUND』『連れてって 連れてって』『GOOD BYE MY SCHOOL DAYS』
- Dream『Breakout』『My Way〜ULala〜』『Ev'rybody Alright!』
- Dream Ami『ドレスを脱いだシンデレラ』
- 9nine『夏 wanna say love U』
- NAO『あんなにあのコの事を想ってる奴はいなかった』
- 中島美嘉『ORION』『Over Load』
- なまず『明日をのせて』
- NEWS『weeeek』『SUMMER TIME』『WORLD QUEST』
- 乃木坂46 『会いたかったかもしれない』『人はなぜ走るのか?』『生まれたままで』
- Heartsdales『CANDY POP feat.SOUL’d OUT』『I See You』『fantasy』『Shining』
- Happiness 『Kiss Me』『フレンズ』『Wish』『We Can Fly』『Sunshine Dream 〜一度きりの夏〜』『JUICY LOVE』[6]。『Seek A Light』
- Perfume『モノクロームエフェクト』
- paris match『Saturday』『Silent Night』『SUMMER BREEZE』
- bump.y『2人の星〜離れていても〜』
- hiro『Notice my mind』
- V6『UTAO-UTAO』『Orange』
- Flower『Still』『SAKURAリグレット』『恋人がサンタクロース』『太陽と向日葵』『白雪姫』『初恋』『let go again feat. VERBAL（m-flo）』『熱帯魚の涙』『秋風のアンサー』『TOMORROW 〜しあわせの法則〜』『Blue Sky Blue』『他の誰かより悲しい恋をしただけ』『モノクロ』『紅のドレス』
- BROWN SUGAR『ARIGATO』『In My Heart』
- Baby Boo『月が揺れる空の下』『Gift』
- BENI『Kiss Kiss Kiss』『恋焦がれて』『ずっと二人で』『Heaven's Door』『2FACE』『好きだから。』『永遠』
- BoA『七色の明日～Brand new beat～』『LOSE YOUR MIND feat.Yutaka Furukawa from DOPING PANDA』
- HOME MADE 家族『アイコトバ』『サンキュー!!』『ON THE RUN』『JOYRIDE』『夏のダンスコール』『EVERYBODY NEEDS MUSIC』『君がくれたもの』『Fanstastic 3 feat.SEAMO』『おぼえてる。』『NO RAIN NO RAINBOW』『Come Back Home』『YOU 〜あなたがそばにいる幸せ〜』『ぬくもり』
- 三浦大知 『I'm On Fire』
- MINJI『LOVE ALIVE』
- MINMI『アイの実』『STEP』『サマータイム！！』『I Love You Baby』
- melody.『Love Story』『Finding My Road』
- 山下智久『抱いてセニョリータ』
- YUI『My Generation』『jam』『Laugh away』『SUMMER SONG』『I'll be』『again』『It's all too much』『Never say die』『GLORIA』『to Mother』『RAIN』『It's My Life』『HELLO 〜Paradise Kiss〜』『Green a.live』
- YU-A『Fraver』
- ユンナ『ほうき星』
- より子『HIKARI』
- ラヴァーフェニックス『単純』
- LUV AND RESPONSE『Woo What’s』
- 中ノ森BAND『ラズベリーパイ』『Whatever (中ノ森BANDの曲)|Whatever』
- TSZX『Piranha』
- 紫苑『ロマンチック・ゴーゴー』
- PE'Z『花咲ク DON BLA GO!』
- paris match 『Saturday』
- ステレオポニー『ヒトヒラのハナビラ』
- 大橋卓弥『はじまりの歌』
- 福原美穂 『O2 feat. AI』

### 映像作品
- 安室奈美恵namie amuroPAST ＜ FUTURE TOUR 2010
- 安室奈美恵namie amuro5大ドーム TOUR 2012〜20th Anniversary Best〜
- HiGH&LOW THE LIVE（2017年3月15日）
- HiGH&LOW THE MIGHTY WARRIORS（2017年10月25日）
- EXILE LIVE TOUR 2013 "EXILE PRIDE"
- EXILE LIVE TOUR 2018-2019 "STAR OF WISH"
- EXILE TRIBE PERFECT YEAR LIVE TOUR TOWER OF WISH 2014 〜THE REVOLUTION〜
- LDH PERFECT YEAR 2020 COUNTDOWN LIVE 2019▶2020 "RISING"
- EXILE TRIBE 二代目J Soul Brothers VS 三代目J Soul Brothers Live Tour 2011 〜継承〜
- 三代目J Soul Brothers LIVE TOUR 2012 0〜ZERO〜
- 三代目 J SOUL BROTHERS LIVE TOUR 2019 "RAISE THE FLAG
- 三代目 J SOUL BROTHERS LIVE TOUR 2021 “THIS IS JSB”
- BATTLE OF TOKYO 〜TIME 4 Jr.EXILE〜（2023年1月18日）
- BATTLE OF TOKYO -CODE OF Jr.EXILE-（2024年5月29日）
- E-girls LIVE TOUR 2014『COLORFUL LAND
- E-girls LIVE TOUR 2015 "COLORFUL WORLD
- E-girls LIVE TOUR 2016 〜E.G. SMILE〜

### ドラマ
- HiGH&LOW〜THE STORY OF S.W.O.R.D.〜 Season1（2015年10月 - 12月、日本テレビ）
- 6 from HiGH&LOW THE WORST（2020年11月 - 12月、日本テレビ）
- ドラマW ゴールデンカムイ -北海道刺青囚人争奪編- 第1話・最終話（2024年、WOWOW）

### アルバムミュージックビデオ
- V.A.『HiGH&LOW ORIGINAL BEST ALBUM』（2016年6月15日）

### 書籍
- THE ROAD TO EXILE TRIBE TOWER OF WISH（2015年8月28日、LDH） - 監修 ISBN 978-4908200045

## 受賞歴
MTV Video Music Awards Japan 2022
- Best Choreography：THE RAMPAGE from EXILE TRIBE『RAY OF LIGHT』

MTV Video Music Awards Japan 2021
- 最優秀ラテンビデオ賞：THE RAMPAGE from EXILE TRIBE『HEATWAVE』

MTV Video Music Awards Japan2018
- 最優秀振り付け賞：E-girls『Show Time』

MTV Video Music Awards Japan2017
- 最優秀邦楽新人アーティストビデオ賞：THE RAMPAGE from EXILE TRIBE『Lightning』

MTV Video Music Awards Japan2015
- 最優秀ビデオ賞：三代目 J Soul Brothers from EXILE TRIBE 『Eeny, meeny, miny, moe!』
- 最優秀グループビデオ賞：三代目 J Soul Brothers from EXILE TRIBE 『Eeny, meeny, miny, moe!』

MTV Video Music Awards Japan2014
- 最優秀ビデオ賞：EXILE『EXILE PRIDE 〜こんな世界を愛するため〜』
- 最優秀R&Bビデオ賞：三浦大知『I'm On Fire』
- 最優秀振り付け賞：E-girls『ごめんなさいのKissing You』

MTV Video Music Awards Japan2013
- 最優秀ビデオ賞：EXILE TRIBE『24karats TRIBE OF GOLD』

MTV Video Music Awards Japan2012
- 最優秀ビデオ賞：EXILE『Rising Sun』
- 最優秀ポップビデオ賞：三代目J Soul Brothers『FIGHTERS』
- 最優秀コラボレーションビデオ賞：安室奈美恵feat.AFTERSCHOOL『make it happen』

MTV Video Music Awards Japan2010
- 最優秀ビデオ賞：EXILE『ふたつの唇』
- 最優秀女性アーティストビデオ賞：安室奈美恵『FAST CAR』
- 最優秀R&Bビデオ賞：加藤ミリヤ『Aitai』

SPACE SHOWER Music Video Awards2010
- BEST VIDEO OF THE YEAR：安室奈美恵『FAST CAR』
- BEST ART DIRECTION VIDEO：安室奈美恵『FAST CAR』
- BEST SHOOTING VIDEO：EXILE『ふたつの唇』

SPACE SHOWER Music Video Awards2008
- BEST POP VIDEO ：YUI『My Generation』
- BEST STORY VIDEO：加藤ミリヤ『LALALA feat.若旦那（湘南乃風）（Short Movie Ver.）』

MTV Video Music Awards Japan2006
- 最優秀ビデオ賞：倖田來未『Butterfly』
- 最優秀女性アーティストビデオ賞： 倖田來未『Butterfly』

SPACE SHOWER Music Video Awards2007
- 特別賞：「m-flo ♥ MINMI」